# Вила-Паван
Вила-Паван (порт. Vila Pavão)  —  населённый пункт и муниципалитет в Бразилии, входит в штат Эспириту-Санту. Составная часть мезорегиона Северо-запад штата Эспириту-Санту. Входит в экономико-статистический  микрорегион Нова-Венесия. Население составляет 8488 человек на 2006 год. Занимает площадь 432,741 км². Плотность населения — 19,6 чел./км².
Праздник города —  1 июля.

## История
Город основан 1 июля 1990 года.

## Статистика
- Валовой внутренний продукт на 2003 составляет 31.844.113,00 реалов (данные: Бразильский институт географии и статистики).
- Валовой внутренний продукт на душу населения на 2003 составляет 3.783,76 реалов (данные: Бразильский институт географии и статистики).
- Индекс развития человеческого потенциала на 2000 составляет 0,688 (данные: Программа развития ООН).

## География
Климат местности: тропический.